# Pedras Altas
Pedras Altas este un oraș în Rio Grande do Sul (RS), Brazilia.